# Apple Intelligence
Apple Intelligence — це платформа штучного інтелекту, розроблена Apple Inc. за підтримки OpenAI. Покладаючись на поєднання обробки на пристрої та на сервері, 10 червня 2024 року на WWDC 2024 було оголошено про інтеграцію операційних систем iOS 18, iPadOS 18 і macOS Sequoia від Apple, анонсованих разом з Apple Intelligence. У результаті партнерства компанії з OpenAI Apple Intelligence включає інтеграцію з ChatGPT. За словами Apple, Apple Intelligence значно розширить можливості Siri.

## Розробка

### Передумови
У жовтні 2015 року Apple Inc. придбала компанію Perceptio, що займається моделюванням штучного інтелекту на пристроях. Після придбання Apple доклала зусиль, щоб гарантувати, що її операції зі штучним інтелектом залишаються таємними; за словами професора Каліфорнійського університету Берклі Тревора Даррела, секретність компанії відлякувала аспірантів.

## Підтримувані пристрої

### Macs
Усі комп'ютери Mac із процесором Apple Silicon серії M під керуванням macOS Sequoia можуть працювати з Apple Intelligence. Це включає:
- MacBook Air (M1, 2020) або новішої версії
- MacBook Pro (M1, 2020) або новішої версії
- Mac mini (M1, 2020) або новішої версії
- Mac Pro (M2 Ultra, 2023)
- Mac Studio (M1 Pro, 2022) або новішої версії
- iMac (M1, 2021) або новішої версії

### iPad
Усі iPad із кремнієвим процесором Apple серії M під керуванням iPadOS 18 підтримують Apple Intelligence. Це включає:
- iPad Air (M1, 5-те покоління) або новішої версії
- iPad Pro (M1, 5-те покоління) або новішої версії

### iPhone
Усі iPhone з A17 Pro або новішою версією iOS 18 підтримують Apple Intelligence. Це стосується iPhone 15 Pro та iPhone 15 Pro Max.